# 613型潜艇
613型潜艇（北约代号：Whiskey class或W级）是苏联在二战之后生產的第一種潜艇。该型潜艇制造技术出口到中华人民共和国，朝鲜民主主义人民共和国等，全世界建造出来的W级潜艇总数达到了236艘，成为二战之后，全世界建造数量最多的潜艇级别。

## 历史
二战结束之后的1946年，苏联政府做出了二战之后苏联海军的发展计划。其中制定了两个关于潜艇的规划工程，分别是“611计划”，“613计划”。其中“611计划”是计划设计建造远洋型柴电潜艇，“613计划”则为设计建造中程潜艇。随后又出炉了“612计划”即从“613计划”中的一部分设计潜艇改为近海潜艇。后来“611计划”研制出的611型即为北约代号的Z级潜艇，而“613计划”和“612计划”则分别为W级和W级改装型。
1946年1月，苏联海军司令部批准了613型的设计要求计划书，预先研制阶段的总设计师为B·H·别列古多夫，到了正式研究阶段则改为Я·Е·叶夫格拉夫负责，由当时第18中央设计局负责设计。1950年3月，首艇在高尔基市建造，1950年10月下水，1951年12月服役。
苏联本国在高尔基市红色索尔莫沃工厂建造了113艘，黑海造船厂建造了72艘，列宁格勒的波罗的海工厂建造19艘，共青城建造了11艘，本国总共建造了215艘，最后一艘613艇为波罗的海工厂建造，1958年6月交艇。
1954年，根据中苏双方签订的《海军订货协定》（“六·四协定”，1953年6月4日签订）苏联将全部技术资料有偿转让给中国，并有偿转让了建造权，中国将其命名为6603型（后普遍称为03型）。1955年4月6603型首艇在江南造船厂开工建造，1956年3月下水，1957年10月服役。随后一直到1964年，江南造船厂制造了13艘6603型艇，而从1956年到1962年，武汉造船厂共建造8艘。之后分别向阿尔巴尼亚、孟加拉国、埃及和巴基斯坦四国各出口4艘6603艇。早期中国大陆潜艇建造经验和工程师都出自于建造613型艇的过程。

## 设计
W级潜艇的整体结构设计对于后续苏联／俄罗斯潜艇的研究都起了相当大的影响。该级采用双壳体结构，典型大储备浮力，舱室小的布局。全艇共7个耐压舱：
- I舱 — 艇艏鱼雷舱
- II舱 — 艇艏蓄电池舱
- III舱 — 指挥舱
- IV舱 — 后部蓄电池舱
- V舱 — 柴油机舱
- VI舱 — 主电机舱
- VII舱 — 艇艉鱼雷舱

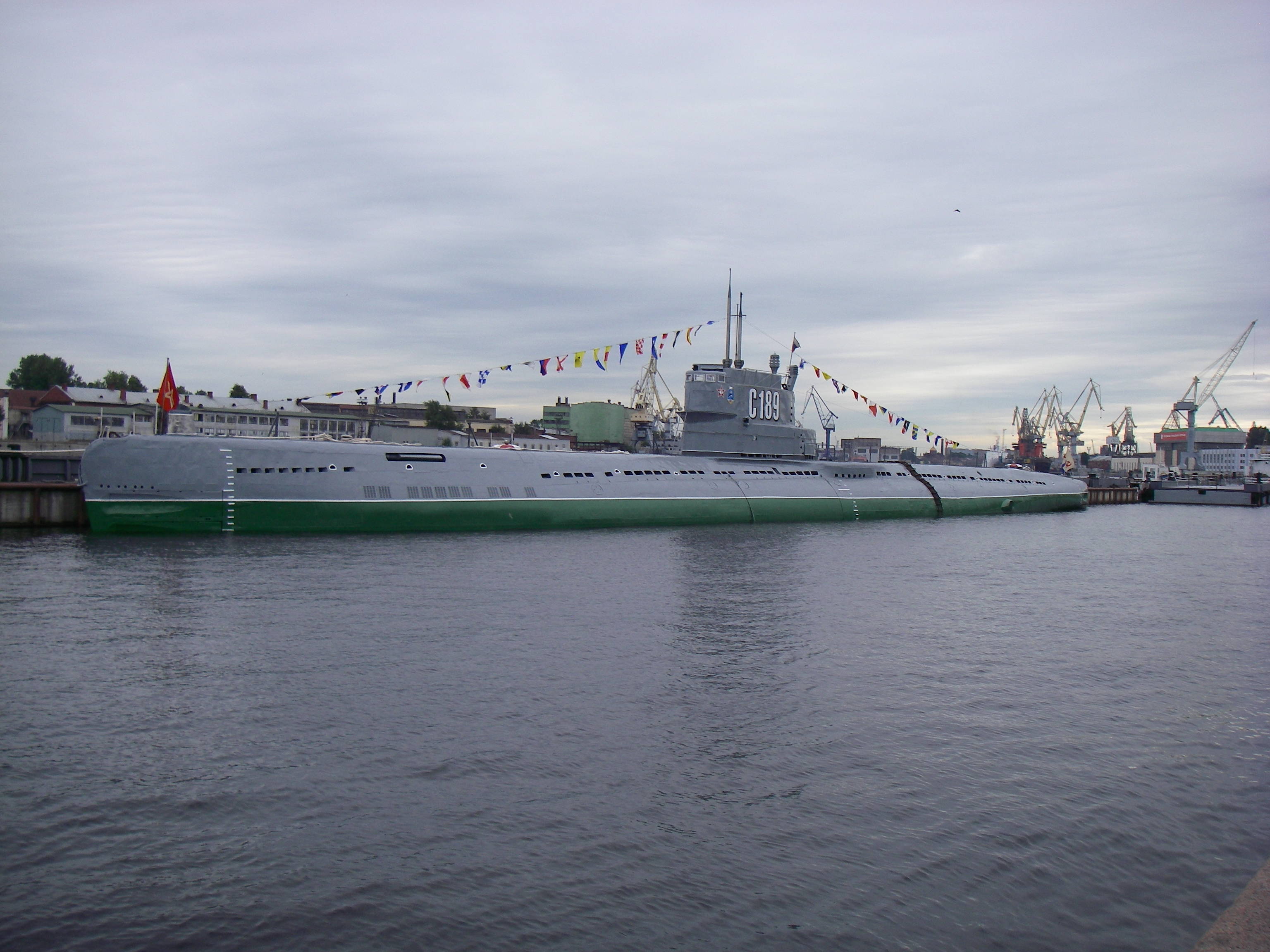
停泊在圣彼得堡的除役后的613型潜艇

苏联后来研制的中型攻击潜艇，除基洛级潜艇为单桨潜艇，布局不同以外，其他的潜艇的布局与W级基本相似。
W艇级潜艇虽然为战后设计，但明显还带有二战时期潜艇的一些特征，最主要的是W级原型设计装备了一门甲板炮。所有1956年以前建造的W级潜艇都携带有甲板炮，直到1956年才被拆除。但相比于二战时期的潜艇，W级装备了通气管，并能使潜艇在潜望镜深度通过通气管使用柴油机并给电池充电。与此同时还装备了经航电机（用于节能型航行时的电机）这样大大降低了经航时的噪音。

## 改装

### 导弹试验艇
1957年，苏联S-146艇被改装为导弹发射试验艇，被称为П-615型。加装了单筒П-5型导弹发射装置用于导弹发射试验，后因为潜艇排水量小以及П-5导弹发射装置落后而被替代。随后1962年，该艇被用于进行进行水下爆炸试验。
613АД型和613Д型都是613型改装而来的导弹发射试验艇。其中613АД型进行了“紫晶石”导弹的发射试验，随后这种导弹被装备在了C级核潜艇上，而613Д型则主要进行水下导弹发射试验。

### 鱼雷试验艇
613АД型和613Д型是由613型改装的鱼雷发射试验艇，两型各1艘。613АД型主要用于新型533毫米鱼雷的发射试验，其中比较著名的鱼雷型号为53型鱼雷（用于基洛级潜艇）以及。613Д型主要实验加大发射深度之后的鱼雷发射试验。S-144艇是主要为T-5核弹头鱼雷的试验艇。

### 其他装备试验艇
613S型（S-43艇）和666型（S-63艇）是苏联为水下潜艇救援设计改装的试验艇。其中S-43艇主要是进行艇对艇对接式救援的试验艇，S-63艇则主要是回收海下救生舱或直接回收海下艇外的艇员。
20世纪70年代，S-296艇被天青石设计局改装用于进行燃料电池登艇试验。经过试验表明燃料电池原则上可以在潜艇上使用，但难度系数较大。该艇也就是“卡特兰”艇
20世纪60年代，苏联军方将一艘613型艇和一艘611型艇改装，进行水下燃料输送试验，结果表明水下状态2艘潜艇补给燃油时可行的，随后军方有意建造“水下加油艇”，但1966年停止这一计划并将所有生产力转向攻击核潜艇和弹道导弹潜艇。

### 改装转服役型号
1959年开始，苏联海军陆陆续续将6艘613型艇改装为双筒巡航导弹潜艇，并称为644型。值得注意的是其中2艘艇先后使用了两种导弹。644型潜艇的水下排水量增到了1160吨。
1958年至1962年，苏联海军对6艘613型艇进行改装，每艇加装4具П-5型导弹发射系统，并将改装后的潜艇成为665型，即北约称为的“W级长箱型”，排水量也随之增大到了1490吨。
1961年，苏联海军改装了4艘613型艇，给潜艇加装了雷达侦测系统以及主动声纳。这些艇被称为640型并改称为“侦查哨艇”。

## 事故
- 「威士忌加冰」事件

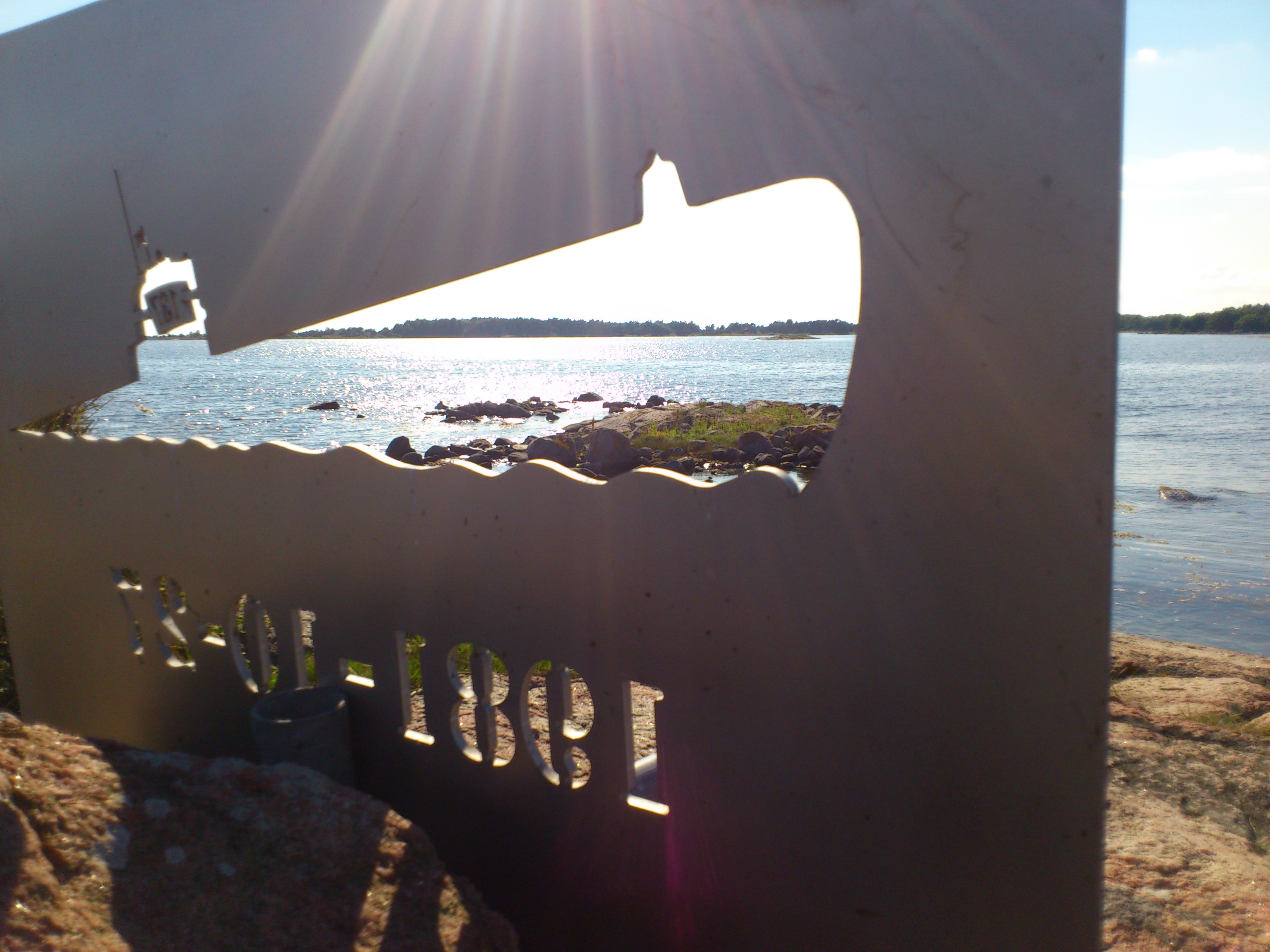
當年把蘇聯S-363號潛艇卡住的礁石，上面加了紀念標記

1981年10月27日，由於瑞典海軍試射新式反潛魚雷，蘇聯海軍秘密派出613型潛艇S-363號潛入瑞典卡爾斯克魯納海軍基地附近海域去刺探軍情，但由於那裡的海床礁石眾多，S-363號艇被卡在一塊礁石上，不能離開，之後這艘S-363號艇果然被瑞典人發現，S-363號艇的艇長走出來並手拿一個手榴彈，表示祇要瑞典人走近就會引爆這個手榴彈，結果雙方對峙起來，期間蘇聯更派出水面艦隊到附近海域向瑞典示威，直至11日後也就是11月7日，瑞典和蘇聯達成外交協議，蘇聯政府向瑞典道歉並賠償，S-363號艇才被拖走，事件才平息，但蘇聯政府不肯承認S-363號艇是故意入侵瑞典領海，而是由於艇上的羅盤故障而誤闖，由於S-363號艇屬於613型也就是西方稱呼的「威士忌級潛艇」，於是這事件被西方傳媒稱為「威士忌加冰」（Whiskey on rock）。

## 出口
- 阿爾巴尼亞：4艘
- 保加利亞：2艘
- 中国：5艘，後中華人民共和國取得蘇聯生產授權自行建造21艘，這批授權生產的W級潛艇后稱為6603級，目前全數退役
- 埃及：9艘
- 印尼：13艘+1艘（波兰转让）
- 北朝鲜：4艘
- 波蘭：4艘
- 孟加拉国：4艘（中国出口）
- 巴基斯坦：4艘（中国出口）